# 곰 곰 곰 베어
곰 곰 곰 베어(くまクマ熊ベアー)는 쿠마나노(작가), 029(일러스트)가 원작한 일본의 라이트 노벨 소설 작품이다. 「소설가가 되자」에서 2014년 10월 13일부터 웹 소설로 발간을 개시, 2018년 3월부터 코믹 PASH!(타카라지마샤)에서 정식 간행했다.

## 줄거리
유나라는 일본의 15세 히키코모리 소녀가 우연히 이세계로 가 치트 아이템으로 주변을 바꿔 나간다는 이야기이다. 저자의 말에 따르면 그녀 주변의 선한 사람들에겐 호의를 베풀고, 악인들은 엄벌을 받게 하는 등 진정한 정의를 실현하는 감동 스토리(?)라고 한다.

## 같이 보기
- 알바 뛰는 마왕님!